# آرنه أندرسن
آرنه أندرسن (7 فبراير 1944 - ) (بالدنماركية: Arne Andersen)‏ هو لاعب كرة يد دانمركي. شارك في الألعاب الأولمبية الصيفية 1972.

## وصلات خارجية
- آرنه أندرسن على موقع أوليمبيديا (الإنجليزية)